# Antoine Gélinas-Beaulieu
Antoine Gélinas-Beaulieu (Sherbrooke, 6 mei 1992) is een Canadese langebaanschaatser.

## Persoonlijke records
| Afstand      | Tijd     | Datum            | Baan           |
| ------------ | -------- | ---------------- | -------------- |
| 500 meter    | 35,01    | 3 januari 2020   | Calgary        |
| 1000 meter   | 1.07,25  | 15 februari 2020 | Salt Lake City |
| 1500 meter   | 1.42,55  | 16 februari 2020 | Salt Lake City |
| 3000 meter   | 3.44,81  | 7 oktober 2017   | Calgary        |
| 5000 meter   | 6.22,73  | 19 oktober 2017  | Calgary        |
| 10.000 meter | 13.25,00 | 20 oktober 2017  | Calgary        |

(laatst bijgewerkt: 16 februari 2020)

## Resultaten
| Jaar | WK Allround             | WK Afstanden                                        | Olympische Spelen                           | WK Junioren                       |
| ---- | ----------------------- | --------------------------------------------------- | ------------------------------------------- | --------------------------------- |
| 2010 |                         |                                                     |                                             | · (6e, 6e, , ) · 9e achtervolging |
|      |                         |                                                     |                                             |                                   |
| 2018 | NC17 (11e, 22e, 19e, -) |                                                     |                                             |                                   |
| 2019 | NC16 · (, 23e, 6e, -)   | 21e 1000m 9e 1500m 5e achtervolging                 |                                             |                                   |
| 2020 |                         | 9e 1000m · 7e 1500m · massastart · DQ teamsprint    |                                             |                                   |
|      |                         |                                                     |                                             |                                   |
| 2022 |                         |                                                     | 29e 500m 22e 1000m 23e 1500m 15e massastart |                                   |
| 2023 |                         | 7e 1000m · 7e 1500m · achtervolging · teamsprint    |                                             |                                   |
| 2024 |                         | 16e 1500m · massastart · achtervolging · teamsprint |                                             |                                   |

(#, #, #, #) = afstandspositie op juniorentoernooi (500m, 3000m, 1500m, 5000m) of op allroundtoernooi (500m, 5000m, 1500m, 10000m).
NC17 = niet gekwalificeerd voor de laatste afstand, maar wel als 17e geklasseerd in de eindrangschikking